# 文部科学省検定済教科書
文部科学省検定済教科書（もんぶかがくしょう けんていずみきょうかしょ）とは、学校教育のうち、初等教育の課程、中等教育の課程（高等専門学校の課程を除く）に用いられる、文部科学大臣の検定を経た図書のことである。

## 概要
学校教育法（昭和22年法律第26号）においては、次のように定められている。
1. （小学校、中学校、義務教育学校、高等学校、中等教育学校、特別支援学校の小学部、特別支援学校の中学部、特別支援学校の高等部）においては、文部科学大臣の検定を経た教科用図書又は文部科学省が著作の名義を有する教科用図書を使用しなければならない。
2. 前項の教科用図書以外の図書その他の教材で、有益適切なものは、これを使用することができる。
3. 第1項の検定の申請に係る教科用図書に関し調査審議させるための審議会等（国家行政組織法（昭和23年法律第120号）第8条に規定する機関をいう。以下同じ。）については、政令で定める。

（旧第21条・新34条、旧第40条・新49条、旧第51条・新62条、旧第51条の9・新70条、旧第76条・新82条）
このうち、「文部科学大臣の検定を経た教科用図書」は、「文部科学省検定済教科書」と、学校教育法に基づく「教科用図書検定規則」（平成元年文部省令第20号）において記載し、「教科書の発行に関する臨時措置法」（昭和23年法律第132号）に基づく「教科書の発行に関する臨時措置法施行規則」（昭和23年文部省令第15号）において表示することとされている。
教科用図書のうち文部科学大臣の検定を経る図書は、出版社をはじめとする民間企業など、国でない者が発行し、検定を経て、初等教育（小学校などにおける教育）および中等教育（中学校・高等学校などにおける教育）で使用される。個人でも検定申請および発行が可能である。
なお、学校教育法の旧第107条・新附則第9条において、高等学校、中等教育学校の後期課程および特別支援学校、ならびに特別支援学級においては、当分の間、以上の原則にかかわらず、文部科学大臣の定めるところにより、「文部科学大臣の検定を経た教科用図書 または 文部科学省が著作の名義を有する教科用図書」以外の教科用図書を使用することができることとなっている。

## 歴史
明治時代にも同様の制度があったが、汚職等の理由のため、教科用図書の検定制度は、徐々に狭まっていった。第二次世界大戦降伏をむかえると、教科用図書の検定制度が見直されて「文部省検定済教科書」が発行されるようになり、文部省が文部科学省に改組されるとともに「文部科学省検定済教科書」となった。
- 1886年5月10日、文部省は、教科用図書検定条例を公布（省令）、小・中・師範各学校教科書の検定制がはじまる。
- 1892年3月25日、文部省は、教科用図書検定規則を改正し、検定基準を強化（省令）。
- 1953年8月5日、学校教育法等改正公布、小中高校教科書の検定権者が文部大臣となる。
- 1956年10月10日、文部省は、教科書調査官を設置（省令）。10月19日、政府は、教科用図書検定調査審議会令を改正（政令）、委員54人を100人に増員、教科書検定が強化され、F項パージが問題化する。

## 検定意見
教科用図書の検定を文部科学大臣に申請した場合、教科用図書検定規則においては、
第7条 文部科学大臣は、申請図書について、検定の決定又は検定審査不合格の決定を行い、その旨を申請者に通知するものとする。ただし、必要な修正を行った後に再度審査を行うことが適当である場合には、決定を留保して検定意見を申請者に通知するものとする。
と定められている。各出版社をはじめとする申請者が編集した図書は、検定意見を踏まえた上で再度申請し、検定に合格すると「文部科学省検定済教科書」となる。
以前、検定意見は、「改善意見」と「修正意見」に分かれていた。